# River of Ponds
River of Ponds est une municipalité située à l'ouest de l'Île de Terre-Neuve, dans la province de Terre-Neuve-et-Labrador, au Canada.